# 라이트코리아
라이트코리아(Right Korea)는 대한민국의 보수시민단체였다. 대표는 고(故) 봉태홍이었으며, 보수단체 시위를 주도하거나 참여하였다.

## 주요 활동
- 2009년 4월 17일 신해철 고발: 국가보안법 위반[1]
- 2009년 9월 17일 김대중 전 대통령 묘지 이장 촉구[2]
- 2010년 1월 22일 참여연대 고발: 허위사실 유포 및 국가보안법 위반

2011년 8월 10일 무혐의 처분
- 2010년 5월 27일 천안함 조사·4대강 비난 도올 김용옥 검찰에 고발

도올 김용옥 교수가 강연에서 '4대강 사업은 국민 세금 몇십 조 원을 강바닥에 퍼붓는 미친 짓'이라고 말한 것도 선거법 위반이라며, 검찰에 고발했으며, 같은 해 9월 27일 검찰에 의해 각하 당함
- 2010년 10월 26일 박지원 고발: 국가보안법 위반
- 2011년 1월 28일 문성근 고발: 공직선거법 및 형법 위반
- 2011년 4월 20일 신상철(서프라이즈 대표) 손해배상 청구

동해에만 살고 있는 붉은 멍게가 어뢰추진체에서 발견되었다는 것이 어뢰추진체가 천안함 침몰 원인과 무관하다는 것을 말해 주는 증거라고 주장한 신상철에 대해 국가보안법 위반 및 명예훼손 등 불법행위로 인한 정신적 고통, 피고의 불법행위와 원고의 손해 및 고통에 대한 인과관계를 주장하며 민법 제750조에 의해 정신적 고통에 따른 위자료로 각 원고당 10,000,000원씩 합계 금 100,000,000원을 청구
- 2012년 5월 3일 통합진보당 부정선거 고발